# نبيل الرفاعي
نبيل بن عبد الرحيم بن يحيى الرفاعي  (مواليد 26 مايو 1978 /1398هـ بجدة. متزوج وله أربعة أبناء ويعمل رئيساً تنفيذياً في إحدى شركات الخطوط السعودية، يعتبر من أشهر القراء على مستوى العالم الإسلامي ، تعلم الشيخ نبيل الرفاعي القرآن الكريم على يد أساتذة ومشايخ أمثال الشيخ عبد العزيز رمضان ، الشيخ عبد الوهاب حضيري و الشيخ علي جابر.

## تجاريا
اختار الشيخ نبيل الرفاعي مؤسسة ليزمكس  لإدارة جميع صوتياته ومرئياته.
للشيخ نبيل الرفاعي موقع الكتروني حديث يضم أرشيف لجميع صوتياته ومرئياته منذ عام 2005م، وتطبيقات متكاملة على أجهزة الهواتف الذكية. 

## مسيرته العلمية والعملية
تخرج الشيخ الرفاعي في كلية الهندسة بجامعة الملك عبد العزيز سنة 1420 هـ ، وعُين إماما للتراويح بمسجد رمضان بالبغدادية، وهو حالياً إمام وخطيب الجامع الفريد في ابحر الشماليةبجدة.

## وصلات خارجية
- الموقع الرسمي للشيخ نبيل الرفاعي https://nabeelalrefaei.com
- المصحف كاملا بصوت الشيخ نبيل الرفاعي https://nabeelalrefaei.com/singer-54.html